# Call of Duty: Infinite Warfare
Call of Duty: Infinite Warfare ist ein von Infinity Ward entwickelter Ego-Shooter, der am 4. November 2016 von Activision für Windows, PlayStation 4 und Xbox One veröffentlicht wurde. Das Spiel stellt den dreizehnten Teil der Call-of-Duty-Reihe dar.

## Spielprinzip
Wie seine Vorgänger ist auch Infinite Warfare ein Ego-Shooter. Eine Neuerung ist, dass das Szenario im Weltraum spielt. Hierdurch werden neue Spielmechaniken eingeführt, etwa die Bewegung in der Schwerelosigkeit. Laut dem Entwickler Infinity Ward ist der Kampf im All einer der Hauptbestandteile des Spiels. Zentraler Ausgangspunkt für den Spieler ist dabei die Retribution, ein Trägerschiff. Von dort aus kann der Spieler die Kampagne und weitere Missionen starten.
Im Mehrspielermodus sind zusätzlich erneut Boosts, Wallruns und Slides im Gameplay integriert. Eine weitere Neuerung ist das individuelle Gestalten und Anpassen der eigenen Rüstung. Hierfür stehen hunderte Waffenversionen zur Verfügung.
Wie bereits andere Ableger der Reihe verfügt auch Call of Duty: Infinite Warfare über einen kooperativen Zombie-Modus. Das erste Abenteuer trägt den Namen Zombies in Spaceland. Der Spieler schlüpft in die Rolle eines von insgesamt vier verschiedenen Charakteren, die sich in einem Weltraum-Vergnügungspark Angriffswellen untoter Gegner stellen. Zeitlich ist dieser Modus in den 1980er-Jahren angesiedelt.

## Entwicklungsgeschichte
Offiziell angekündigt wurde Call of Duty: Infinite Warfare am 2. Mai 2016 in einem Livestream. Dieser Ankündigung gingen schon Spekulationen und Leaks voraus, sodass einige Details schon im Voraus bekannt waren. Für die Entwicklung des Spiels arbeitete das Studio mit Militärexperten zusammen.
Um den Stand der Entwicklung zu testen, veranstalteten die Entwickler vom 14. bis zum 24. Oktober 2016 eine Testphase. Diese stand allerdings nur für die PlayStation 4 sowie Xbox One und nicht für den PC zur Verfügung. Während die Besitzer einer PlayStation 4 im gesamten Zeitraum Zugriff hatten, konnten die Xbox-Spieler erst am 21. Oktober starten. Darüber hinaus musste man Call of Duty: Infinite Warfare vorbestellt haben, um einen kostenlosen Zugang zu erhalten.
Im Zuge des PlayStation Meetings 2016 in New York wurde angekündigt, dass die PlayStation 4 Pro den Titel unterstützt und Call of Duty: Infinite Warfare so bessere Grafik darstellen kann.

## Modern Warfare Remastered
Gemeinsam mit Infinite Warfare wurde eine überarbeitete Fassung von Call of Duty 4: Modern Warfare mit dem Titel Modern Warfare Remastered für PlayStation 4, Xbox One und PC veröffentlicht, welche zunächst exklusiv zusammen mit der Legacy Edition, Digital Legacy Edition, Digital Deluxe Edition oder Legacy Pro Edition von Infinite Warfare erhältlich war. Später erschien es separat.

## Rezeption
Bereits wenige Tage nach Veröffentlichung des Trailers auf YouTube stellte das Video neue Negativrekorde auf, da Fans massenhaft mit einem Dislike reagierten. Trotz der überwiegend schlechten Resonanz vor der Veröffentlichung wurde die "Call-of-Duty"-Marke auch im Jahr 2016 wieder zur weltweit erfolgreichsten Reihe auf den Konsolen (gemessen am Umsatz).